# Franz Schlegelberger
Franz Schlegelberger, född den 23 oktober 1876 i Königsberg (nuvarande Kaliningrad), död den 14 december 1970 i Flensburg, var en tysk promoverad jurist och nationalsocialist. 
Han tjänade som tillförordnad justitieminister från den 30 januari 1941 till den 19 augusti 1942. Vid Wannseekonferensen representerades han av statssekreterare Roland Freisler. Vid Domarrättegången år 1947 dömdes Schlegelberger till livstids fängelse för brott mot mänskligheten. Av hälsoskäl frigavs han dock redan i januari 1951.